# SN 2009nx
SN 2009nx – supernowa odkryta 20 grudnia 2009 roku w galaktyce A004411+2344. W momencie odkrycia miała maksymalną jasność 19,00m.